# Estroncianita
La estroncianita o estroncionita (SrCO3) es un mineral compuesto de carbonato de estroncio, que recibe su nombre de la aldea de Strontian, Lochaber, Escocia, donde fue descubierto por primera vez. Este mineral es de color blanco, verdoso o amarillento, por lo general se presenta en formas fibrosas masiva, pero a veces aparece formando cristales prismáticos cortos o largos. Se trata de una materia prima importante para la extracción del estroncio.

## Formación y origen
Se encuentra en filones hidrotermales de baja temperatura y en sedimentos calcáreos y arcillosos. Es soluble en ácidos diluidos, presentando efervescencia.

## Galería
|                                                |                                                |
| Procedente de Rudňany, Eslovaquia              | Colección de la Brigham Young University, Utah |
|                                                |                                                |
| Colección de la Brigham Young University, Utah | Colección de la Brigham Young University, Utah |